# Хоца Намсараєв
Хоца Намсараєв (бур. Намсарайн Хуса; 27 квітня [9 травня] 1889, улус Верхня Кижинга, Забайкальська область — 28 липня 1959, Улан-Уде, Бурятська АРСР) — бурятський письменник. Один з основоположників сучасної бурятської літератури.

## Біографія
Хоца Намсараєв народився 27 квітня (9 травня) 1889 в сім'ї бідняка-скотаря в улусі Верхня Кижинга Хоринської степової думи Забайкальської області (нині в Кіжингинському районі Бурятії). З юних років уславився відомим дотепником, знавцем народних прислів'їв і приказок. Особливе місце в становленні творчого методу письменника займають оповідання, в яких показане сучасне життя народу.
Хоца Намсараєв почав літературну діяльність з 1919 року. Одним з перших його творів була п'єса «Темрява» (1919). Автор п'єс «Оракул Дамбі» (1920), «Темне життя» (1921), «Батіг Тайші» (1945), роману «Ранкової зорі» (1950), повістей «Циремпіл» (1935), «Одного разу вночі» (1938), «Промінь перемоги» (1942), збірок оповідань, сатиричних віршів.
У другій половині 1920-х років спільно з письменниками Доном Циденом, Бавасаном Абідуєвим і Д. Дашинімаєвим вів відділ сатири в газеті Буряад-Монголой үнен.
У 1934 році обраний в члени Союзу письменників СРСР від Бурят-Монгольської АРСР. З 14 квітня по 11 вересня 1936 року у складі делегації письменників Бурят-Монголії відвідав Москву, Ленінград, Дитяче село, Київ, Дніпропетровськ, Крим, Абхазію, Аджарію, Тбілісі, Єреван, Баку і Махачкалу.
Член ВКП(б) (КПРС) з 1925 року. Депутат Верховної Ради СРСР 2-5-го скликань.
Хоца Намсараєв як один із зачинателів бурятської національної літератури зробив внесок у становлення епічного жанру в бурятській літературі.

## Нагороди
- Орден Леніна
- Орден Трудового Червоного Прапора
- медалі

## Вшанування
- Могила Хоци Намсараєва на Центральному кладовищі Улан-Уде внесена в список об'єктів культурної спадщини як пам'ятка історії.

Ім'я Хоци Намсараєва носять:
- Бурятський державний академічний театр драми,
- Кіжингинська середня школа № 1 (заснована в 1913 році),
- Музей літератури Бурятії в Улан-Уде (відкритий в 1989 році до сторіччя з дня народження Хоци Намсараєва),
- Вулиця в місті Улан-Уде.